# Quarzo

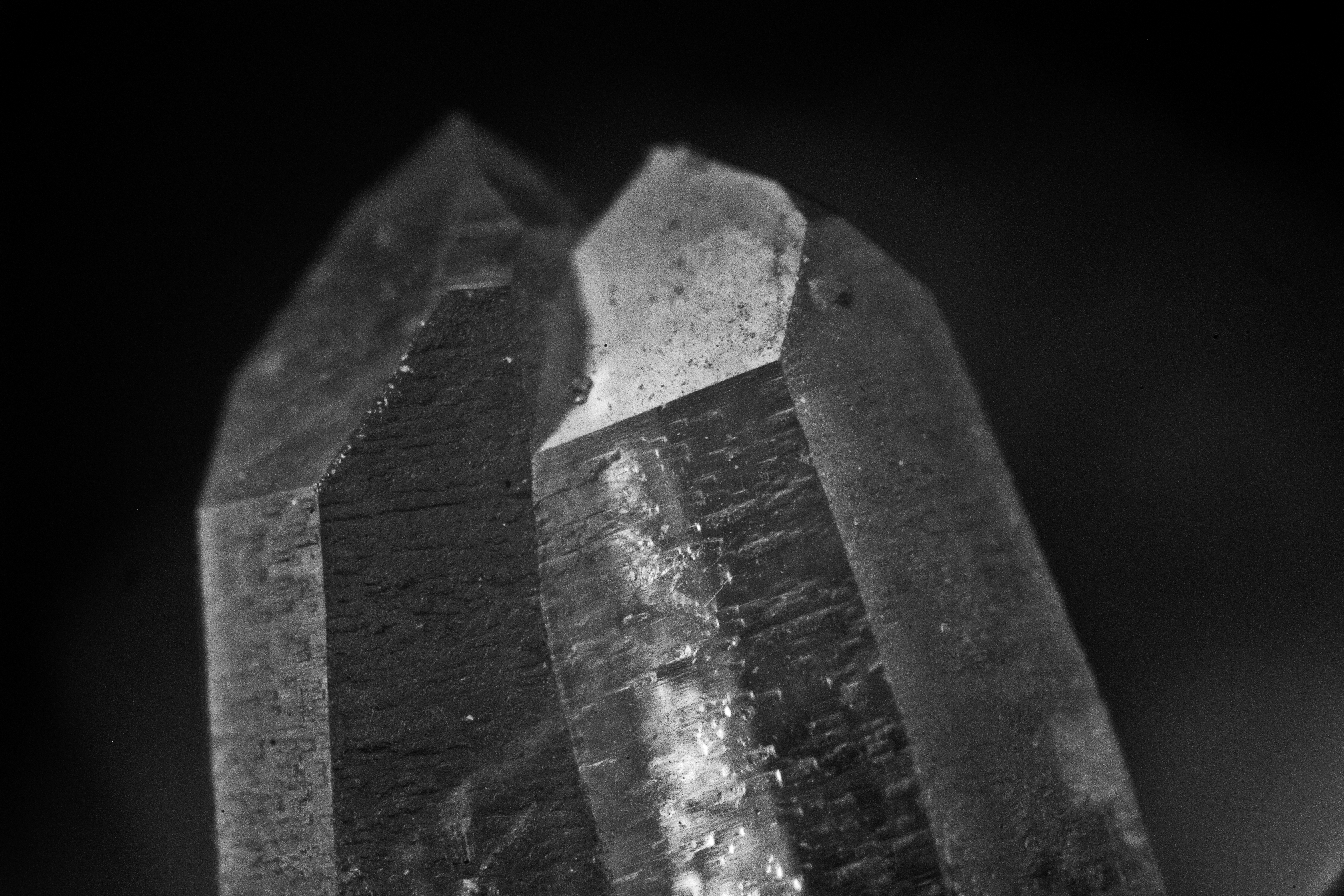
Cristalli di quarzo del Perù ad alto ingrandimento (4 x 4 mm)

Il quarzo (diossido di silicio, SiO2, in tedesco Quarz ) è il secondo minerale più abbondante nella crosta terrestre (circa il 12% del suo volume) dopo i feldspati.

## Etimologia

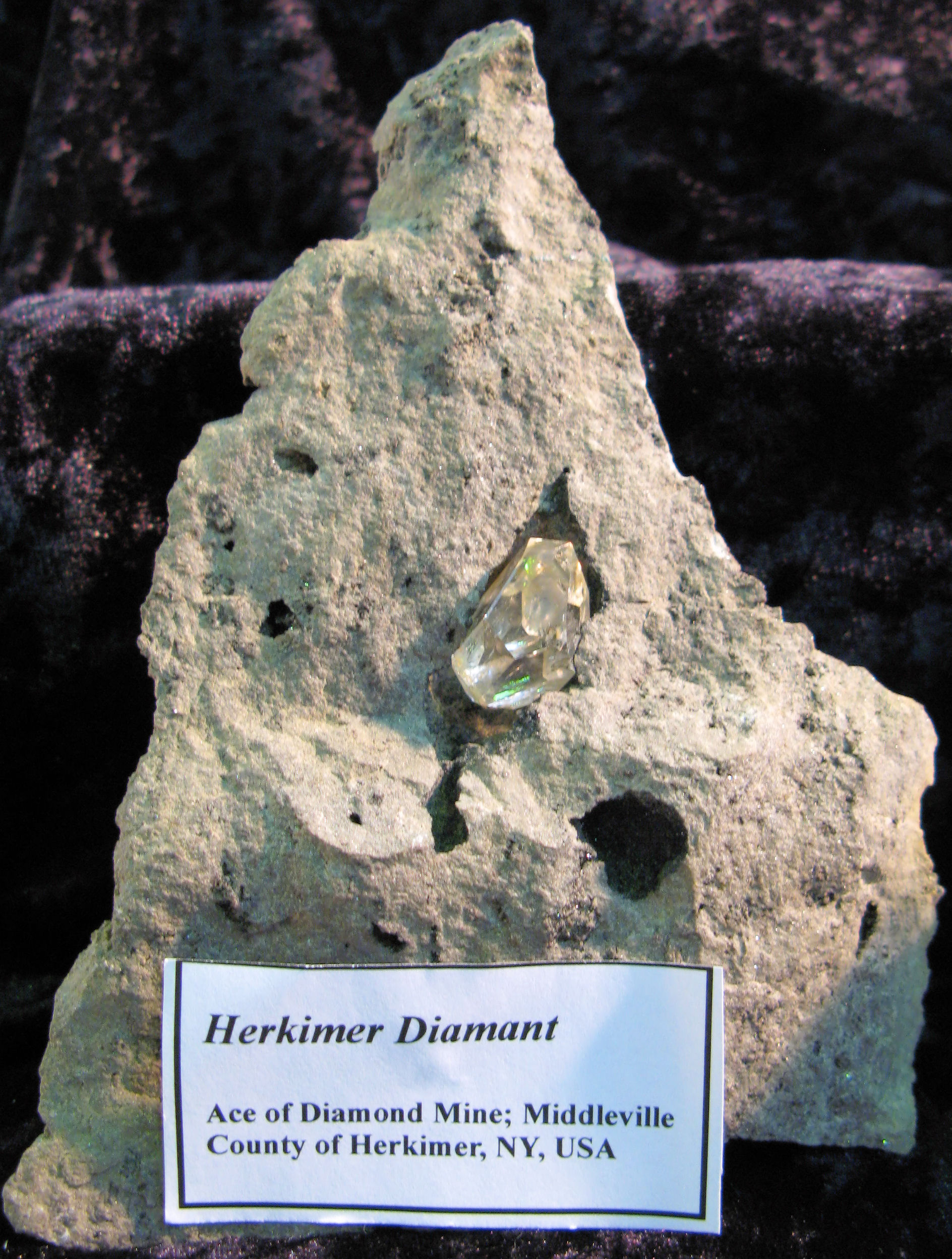
Diamante di Herkimer - Middleville, Contea di Herkimer, New York, USA

L'etimologia del nome non è certa, ma le origini si fanno risalire al termine medievale tvurdu che in antico slavo ecclesiastico significava duro, come twarc in alto tedesco medio, e gli analoghi termini presenti in altre lingue slave come il ceco tvrdý e il polacco twardy. Termini simili come quarz, quärz o querze nel linguaggio dei minatori in alto tedesco medio indicavano la ghiaia; nel XVI secolo parole come quaterz o quaderz stavano a indicare una roccia di scarsa qualità; nel linguaggio dei montanari della Sassonia Querklufterz indicava un'escrescenza della roccia.
Il termine in italiano sembra derivare da una cattiva traduzione di un testo latino fatta nel 1550 a Venezia; questo testo affermava che le rocce quarzose venivano chiamate in Germania col termine di 'querz erz' (letteralmente 'minerale che attraversa la roccia'). Nella traduzione in italiano, ad opera dello stampatore Michele Tramezzino, il termine querz fu trascritto come 'quarzo'.

## Storia

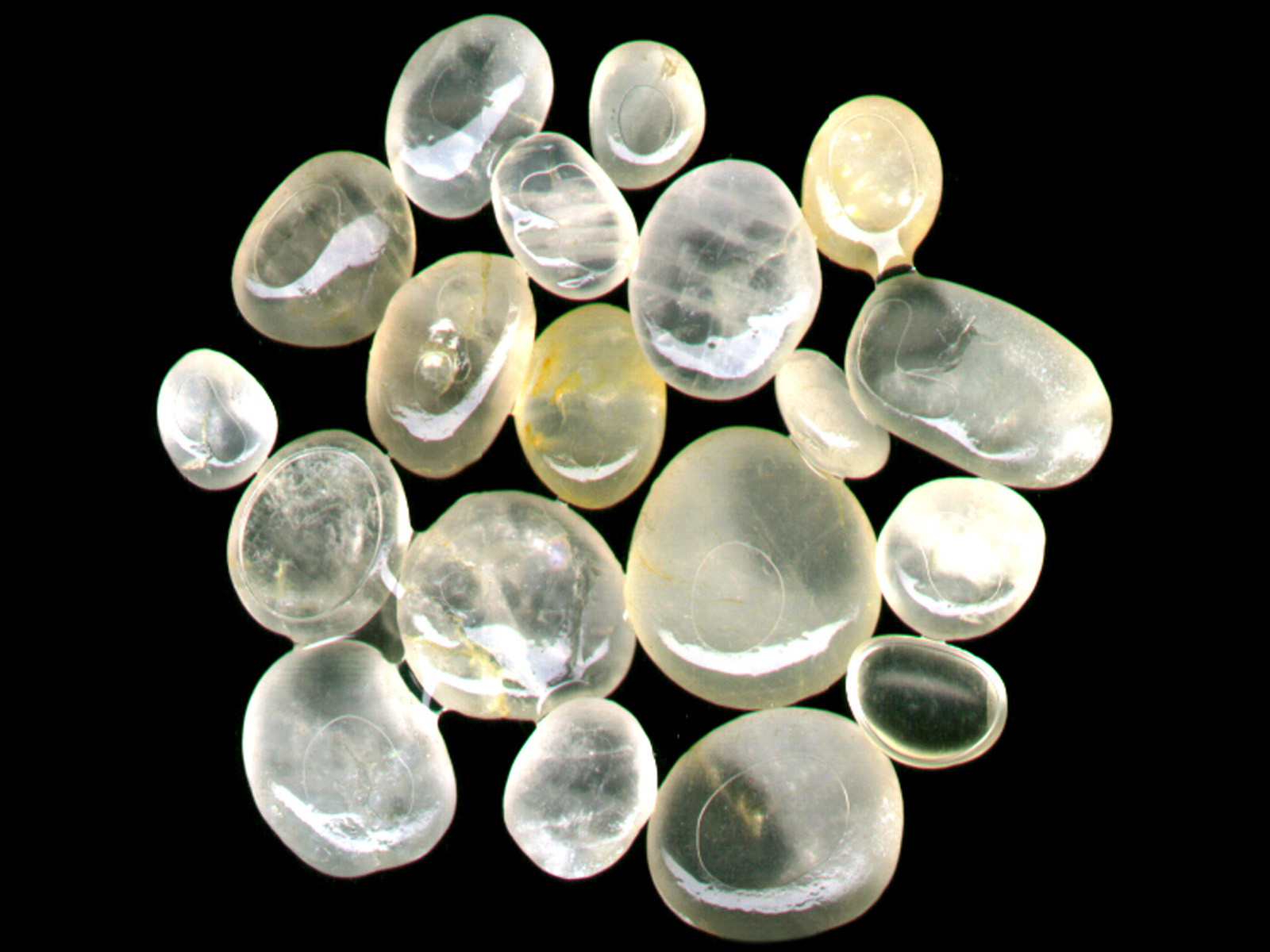
Diamanti di Cape May

Per gli antichi greci il quarzo veniva definito cristallo (dal greco κρύσταλλος, krýstallos, ghiaccio). Infatti essi ritenevano questo minerale una varietà di ghiaccio fredda al punto da non poter essere più disciolta. A trarli in inganno era la struttura apparentemente esagonale, simile a quella dei fiocchi di neve, e la sensazione di freddo al tatto causata dalla conducibilità termica.
Tra le varietà del quarzo, l'ametista merita un'attenzione storico-mitologica. Infatti Ametista era una ninfa del corteo di Diana, dea particolarmente sensibile al tema della castità. Di questa ninfa, in un momento di estasi etilica, si invaghì Bacco che iniziò così ad inseguirla per possederla. La ninfa chiese aiuto alla sua signora che per proteggere non tanto la vita quanto la castità della ninfa, la trasformò in gelido cristallo di quarzo.
Rinsavito dalla sbornia, Bacco si commosse per la fine della ninfa e così le dette il colore del vino e la proprietà di preservare dei ed umani dagli eccessi delle ubriacature. Ametista deriva infatti dal greco ἀ-μέθυστος (oppure ἀ-μεθυσμένος) che significa sostanzialmente non-ubriaco. Quindi tra i ricchi, soprattutto nella Roma imperiale, comparve il vezzo di immergere un anello di ametista nel bicchiere di vino prima di bere. Dato che all'epoca questa gemma era rara e preziosa e che questa usanza era in voga solo tra i potenti, l'anello di ametista venne visto pian piano come un simbolo di potere.
L'usanza che i nobili di Roma avessero un anello di ametista si radicò così tanto tra il popolo che più tardi questo simbolo venne utilizzato dalla chiesa cattolica romana per esprimere autorità. Ancor oggi questo anello fa parte del corredo vescovile. 
Sette delle dodici gemme del «Razionale» (un pettorale sacro portato dagli antichi sacerdoti ebraici), di cui ciascuna rappresentava una qualità del Dio, erano varietà di quarzo: la sardonica, il citrino, il diaspro, la corniola, l'ametista e l'onice.
Infine, la famosa sfera di cristallo che permette ai "maghi" di vedere il futuro, immagine tipica nella cultura popolare, ha le sue origini in Cina. Spesso i notabili di quel paese, a cui fa cenno anche Marco Polo, erano soliti rinfrescarsi le mani posandole su una sfera di quarzo. Le vesti sontuose e colorate, la lingua un po' oscura, quasi arcana e la fantasia hanno trasformato così, nel tempo, i notabili in questione nel prototipo del mago.

## Abito cristallino

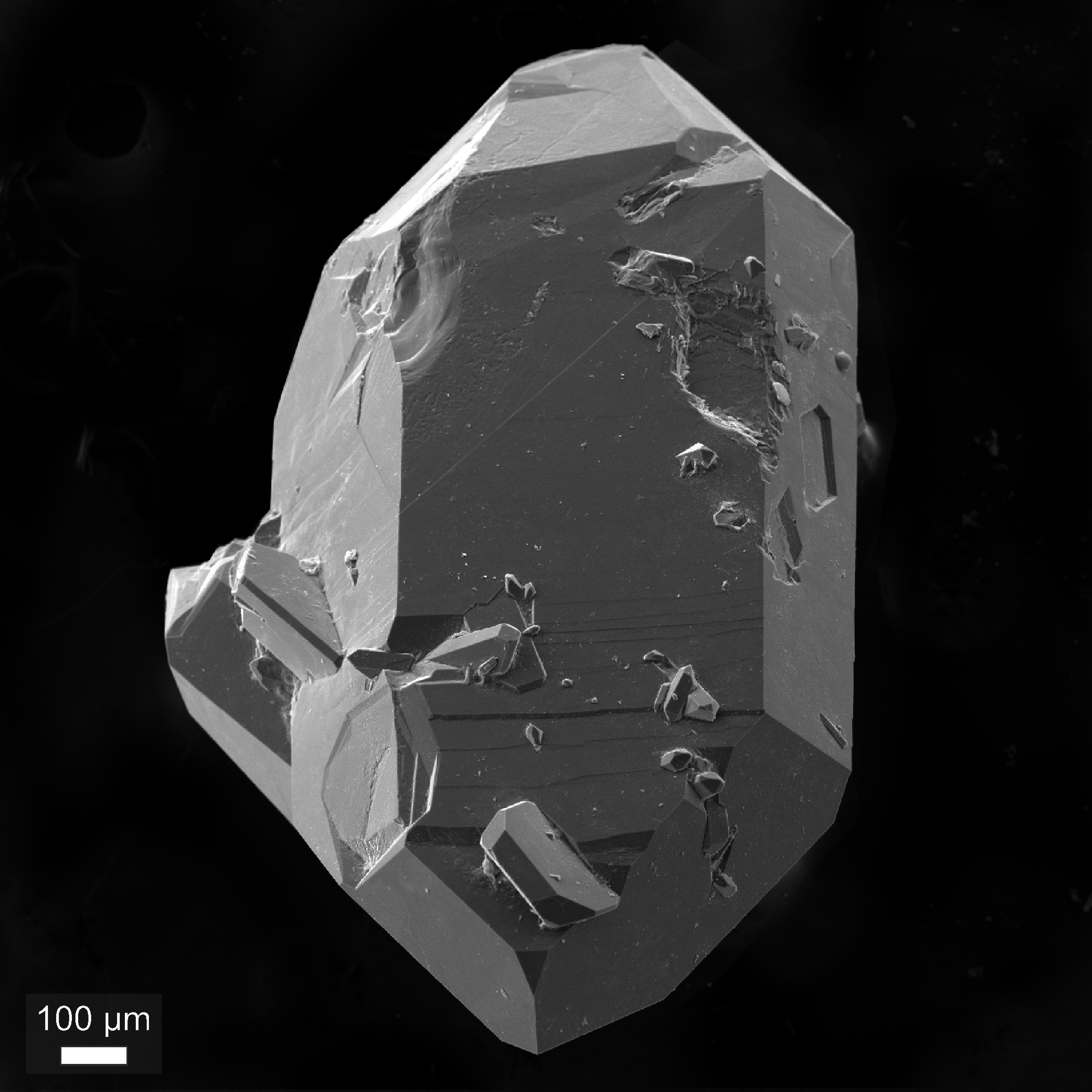
Cristallo di quarzo al microscopio.

Il quarzo presenta una struttura cristallina/reticolo trigonale costituita da tetraedri silicio-ossigeno uniti tra loro per i 4 vertici a formare delle spirali ad andamento destro o sinistro. In alcuni cristalli le parti cristalline destre o sinistre coesistono a formare i geminati. La durezza è 7 sulla scala di Mohs. L'habitus (la forma) è un prisma esagonale con ai vertici le facce di due romboedri disposte in modo tale da formare una bipiramide esagonale.
Il quarzo è solo una delle 19 fasi cristalline della silice e cristallizza secondo due impalcature atomiche distinte, conosciute come quarzo-α e quarzo-β.
Quello comunemente rinvenuto è sempre quarzo alfa perché a temperatura e pressione ambiente il quarzo beta si trasforma in alfa per riorganizzazione del reticolo. I cristalli di quarzo alfa, mancando del centro di simmetria, presentano individui destri e sinistri. Il senso del cristallo è spesso individuabile dalla presenza di una piccola faccetta trapezoedrica situata tra il prisma esagono e il romboedro della piramide esagonale.
Ad alta pressione il quarzo si trasforma in coesite, un minerale con la stessa composizione, ma con un reticolo atomico più compatto; a pressioni ulteriori la stessa tridimite si trasforma in stishovite che rappresenta il termine estremo di compattazione della silice e che è nota quasi esclusivamente in crateri generati da meteoriti.
Il quarzo può essere di forma prismatica allungata.

## Origine e giacitura
Il quarzo è un costituente comune delle rocce magmatiche intrusive acide, dette in passato rocce sialiche, tra cui la più conosciuta è il granito; è abbondante anche come componente delle rocce sedimentarie, preferibilmente nelle arenarie a causa della sua elevata resistenza alla degradazione chimica da parte degli agenti atmosferici e della sua insolubilità all'acqua e nelle rocce metamorfiche.

## Forma in cui si presenta in natura

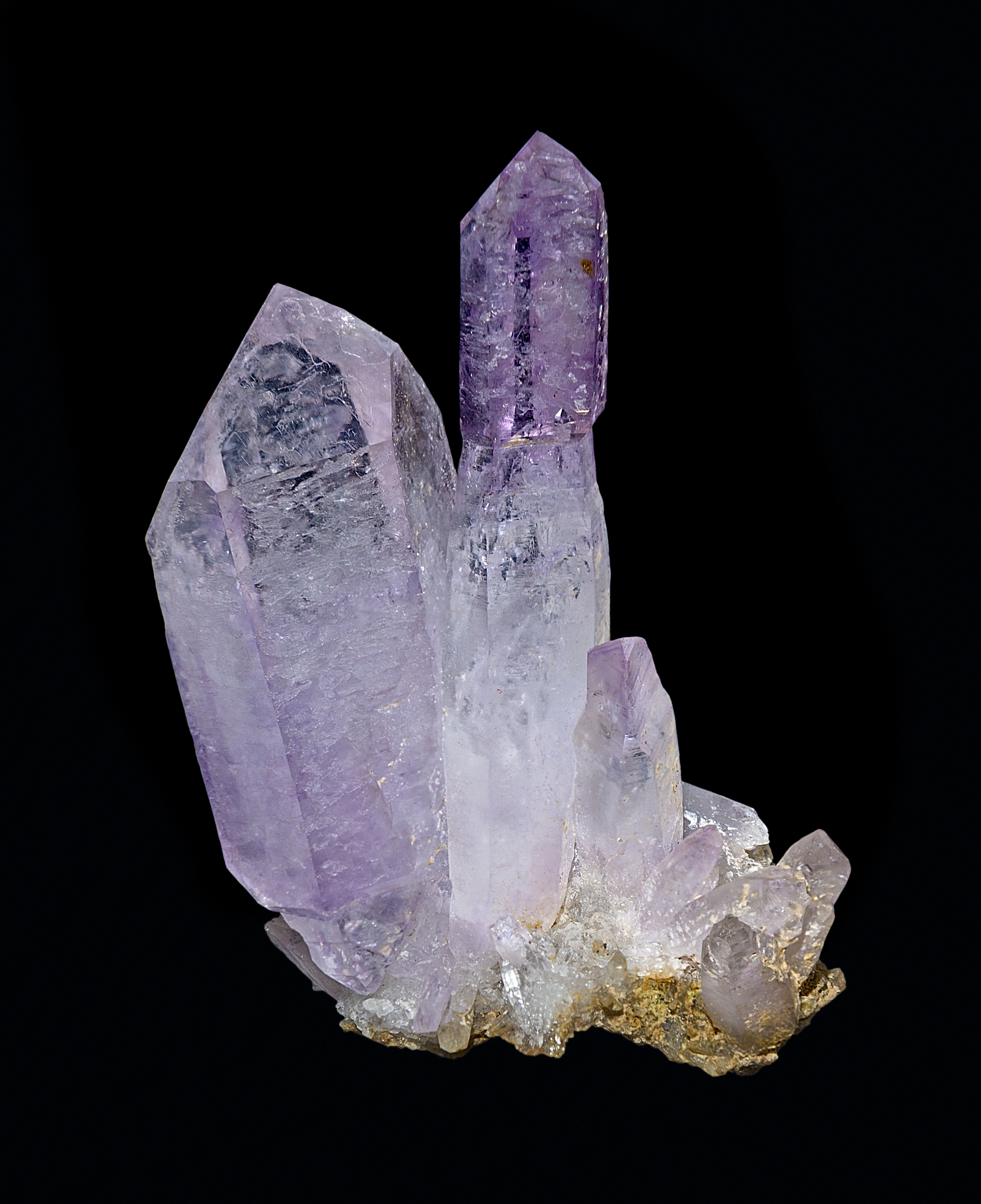
Ametista

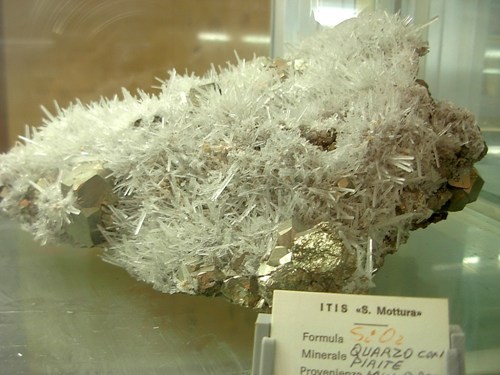
Associazione di cristalli aciculari di quarzo trasparenti con pirite, miniera di Brosso

Essendo uno dei minerali della crosta terrestre più comuni, il quarzo ha un gran numero di varietà differenti. Una prima importante distinzione è tra le varietà Macrocristallina (cristalli individuali visibili a occhio nudo) e la microcristallina (aggregati di cristalli visibili solo al microscopio) o criptocristallina (aggregati di cristalli non visibili al microscopio).
Calcedonio è un termine generico per il quarzo criptocristallino. Le varietà criptocristalline sono sia traslucide sia, per lo più, opache, mentre le varietà trasparenti tendono ad essere macrocristalline.
Sebbene molti dei nomi delle varietà provengano storicamente dai colori del minerale, gli attuali schemi di denominazione scientifica fanno riferimento in primo luogo alla microstruttura del minerale. Di solito, ma non sempre, il colore è un identificatore secondario per i minerali criptocristallini e primario per le varietà macrocristalline.
Oltre al quarzo ialino, perfettamente incolore e limpido, vi sono numerose altre varietà di quarzo:
| Varietà                            | Descrizione |
| ---------------------------------- | --- |
| Calcedonio                         | Ogni silice criptocristallina, sebbene il nome sia usato generalmente solo per il materiale bianco o leggermente colorato. Negli altri casi si usano nomi più specifici. |
| Agata                              | Calcedonio a bande di diverso colore legate ad impurità presenti nel reticolo cristallino, traslucido; |
| Agata muschiata                    | Calcedonio incolore con delle inclusioni di orneblenda verde che donano alla pietra delle formazioni simil-muschio. Se la pietra viene scaldata parte del ferro dell'orneblenda si trasforma in ossido, donando alla pietra una colorazione bruno rossiccia a chiazze. La pietra può essere tagliata a cabochon, lastrine o a forma di coppe. I falsi vengono creati unendo due pezzi di calcedonio con in mezzo dei dendriti di ferro e manganese. |
| Crisoprasio                        | Calcedonio dalla colorazione verde per via di sali idrati di nichel; |
| Cromo-calcedonio                   | Simile al crisoprasio, ma la tinta è dovuta al cromo anziché al nichel; osservato al filtro Chelsea questa varietà di silice, a differenza del crisoprasio, appare rossa; |
| Onice                              | Varietà di Agata dove le bande di accrescimento sono diritte, parallele al letto e di dimensione costante; |
| Sarda                              | Una silice scura, da taluni considerata un tipo di corniola, ma meno luminosa e trasparente per via della sua colorazione bruna; |
| Corniola                           | Calcedonio arancio rossastro, traslucente; |
| Corniola-agata                     | A differenza della classica corniola ha un solo colore dominante e guardandola attentamente in controluce si può ammirare la struttura dell'agata; |
| Sardonice                          | Ha il colore della sarda e la struttura è dell'onice; |
| Diaspro                            | Silice opaca per la presenza di impurità e generalmente fortemente colorata; |
| Eliotropio                         | Tipo di calcedonio opaco verde scuro con delle chiazze di ferro rosso sangue; |
| Enidro                             | Calcedonio che contiene grandi quantità di acqua. Tipico dell'Uruguay. |
| Avventurina                        | Quarzo traslucido con piccole inclusioni (normalmente miche o cloriti) che gli conferiscono un colore verde o rosso (ematite) brillante e riflettono la luce causando il fenomeno dell'avventurescenza; |
| Occhio di tigre                    | Quarzo a struttura fibrosa, giallo con un effetto particolare detto gatteggiamento dovuto al pseudomorfismo della crocidolite gialla con gli atomi ferro tutti trivalenti ed alla formazione di canalicoli vuoti; |
| Occhio di gatto                    | Simile al precedente, ma con gatteggiamento dovuto a intrusioni di anfiboli verdi del tipo attinolite o orneblenda; |
| Occhio di bue                      | Simile all'occhio di tigre tranne per il colore che in questo caso è rosso-bruno, perché contiene fibre di crocidolite rosse quasi come il mogano; si può ottenere anche artificialmente riscaldando l'occhio di tigre. |
| Occhio di falco                    | Simile all'occhio di gatto ed all'occhio di tigre, il gatteggiamento è dovuto a crocidolite blu, con ferro bivalente e trivalente; |
| Cristallo di rocca o Quarzo ialino | Trasparente, incolore e limpido; |
| Ametista                           | (Dal greco "contro l'ubriachezza") Violetto, più o meno trasparente, anche in campioni ben cristallizzati; deve il colore alla presenza di piccole concentrazioni di ferro bivalente; riscaldato si trasforma in citrino-madera o prasiolite; |
| Ametrino                           | Fusione fra il quarzo citrino e l'ametista, quindi di colore giallastro e violaceo. |
| Quarzo citrino                     | Varie tonalità di giallo, raramente in campioni ben cristallizzati; |
| Quarzo citrino-madera              | Quarzo di colore giallo brunastro. Si forma per riscaldamento dell'ametista per ossidazione del ferro. |
| Quarzo rosa                        | Rosa, usualmente traslucido, raramente in campioni ben cristallizzati; deve il colore a piccole percentuali di manganese; |
| Quarzo blu                         | Blu e traslucido. |
| Prasiolite                         | Varietà verde e traslucida. È rara in natura e la si può ottenere tramite riscaldamento dell'ametista di alcuni giacimenti |
| Quarzo latteo                      | Bianco, da traslucente a opaco; |
| Quarzo affumicato                  | Marrone, trasparente. L'opacità è spesso dovuta a danni da radiazione nella struttura del reticolo cristallino; |
| Morione                            | varietà affumicata particolarmente scura, di colore nero; |
| Quarzo prasio                      | Varietà di quarzo con inclusioni aciculari di attinolite, il valore gemmologico è piuttosto modesto, le varietà più opache vengono tagliate a smeraldo, taluni autori vogliono questa pietra come passaggio intermedio ai diaspri, difatti essi chiamano prasio un diaspro verde; |
| Quarzo cacoxenite                  | Varietà di quarzo incolore o quasi incolore con inclusioni di fosfato ferrico idrato biondo o biondo rossiccio. I cristalli di questa varietà sono di colore simile al rutilo e hanno la forma tozza e fibrosa, con nodi simili a quelli delle canne di bambù e con terminazioni a lancia. Questi cristalli sono posti a ciuffi o a covoni. I cristalli se fitti rendono il minerale simile al quarzo "occhio di tigre".;                           |
| Quarzo rutilato                    | Contiene dei cristalli di rutilo gialli al suo interno che al profano in cristallografia potranno sembrare dei capelli biondi o ramati, per questo motivo anche capelli di Venere. La matrice principale è il cristallo di rocca o di quarzo affumicato. Con i quarzi rutilati migliori (senza fessurazioni) si possono fare dei cabochon o delle sferette per collane;                                                                             |
| Quarzo tormalinato                 | Simile al precedente, ma con tormalina di solito nera o anche verde, rosa o rossa; |
| Quarzo dendritico                  | Simile ai due precedenti salvo che per il fatto che soluzioni manganesifere tra cui idrossido di manganese possono creare delle forme dendritiche all'interno del quarzo. Queste formazioni dendritiche si solidificano all'interno del quarzo per evaporazione del solvente naturale. In genere questi composti manganesiferi dendritici sono di colore nero o bruno. Il quarzo dendritico proviene dal Brasile.                                   |

Quando nel quarzo sono presenti inclusioni microscopiche di altri minerali a simmetria esagonale, si può produrre un effetto di asterismo.
Non tutte le varietà di quarzo sono presenti in natura. La prasiolite, un materiale di colore olivastro, viene prodotta con l'esposizione al calore. Sebbene il quarzo citrino sia presente in natura, è facilmente confondibile con l'ametista che scaldata assume un colore giallo-bruno.
La corniola viene frequentemente trattata con il calore per aumentarne l'intensità del colore.
Dato che i quarzi naturali sono molto spesso geminati e quindi in molti casi non utilizzabili industrialmente, la maggior parte del quarzo utilizzato dall'industria è sintetico.
Cristalli di grandi dimensioni, perfetti e non geminati, vengono prodotti in una autoclave attraverso un processo idrotermale, chiamato metodo Spezia dal nome del suo inventore, l'ingegnere ossolano Giorgio Spezia: anche gli smeraldi sintetici sono prodotti in questo modo.

## Proprietà chimico-fisiche
Il quarzo è un materiale dotato di notevole stabilità chimica e risulta inattaccabile dagli acidi eccetto l'acido fluoridrico. Presenta elevata durezza, resistenza meccanica e resistenza al calore. Il quarzo non presenta sfaldatura, in caso di rottura del cristallo è caratterizzato da fratture concoidi.
Alcune proprietà fisiche dei cristalli di quarzo sono la piezoelettricità e la piroelettricità, ovvero la capacità di polarizzare elettricamente le facce opposte del cristallo in seguito alla deformazione meccanica causata dalla compressione o dopo riscaldamento.
Dal punto di vista ottico, il quarzo presenta elevata trasmissibilità nel visibile e soprattutto nell'ultravioletto.

## Usi
Oltre ad essere ampiamente utilizzato come ornamento, il quarzo viene sfruttato per le sue proprietà chimico-fisiche in molteplici modi, tra cui:
- Per le sue proprietà di piezoelettricità e piroelettricità è impiegato negli oscillatori al quarzo, utilizzati in moltissime apparecchiature elettroniche fra cui gli orologi al quarzo, le radio e praticamente tutti gli apparecchi digitali. Il quarzo utilizzato per queste applicazioni, detto anche "quarzo piezoelettrico"[1], è in genere il cristallo di rocca.[1]
- Per le sue proprietà fisico-meccaniche è ampiamente utilizzato nell'industria dei rivestimenti, pavimentazioni, piani da lavoro sotto forma di agglomerato in lastre di spessore variabile.
- Per le sue caratteristiche ottiche, viene usato per realizzare parti ottiche per usi scientifici e cuvette per spettrofotometri e spettrofluorimetri.
- Per la sua trasparenza e la sua resistenza alle alte temperature viene utilizzato per realizzare i bulbi delle comuni lampade alogene
- Sotto forma di sabbia quarzosa è materia prima per la produzione del vetro.[1]